# Saswitha-yoga
Saswitha-yoga is een yogastijl die is ontwikkeld door Saswitha, geboren als Jan Rijks (1901-1988). Saswitha was mogelijk de oprichter van de eerste yogaschool in Nederland. Eerst al met zijn lessen in raja yoga vanaf 1948 en daarna vervolgens met het geven van lessen in Saswitha-yoga vanaf 1953. De basis van zijn yogastijl beschreef hij in Swabhawat.
Saswitha-yoga is een yogastijl die hij naast de raja yoga ontwikkelde uit onder andere de hatha yoga en waarop hij aanpassingen maakte voor de Westerse mens. Deze aanpassingen hadden als uitgangspunt dat de Westerlingen doorgaans verstijfder waren dan de Oosterling, maar er ook een jachtiger levensstijl op na hielden. Zijn yogastijl kenmerkt zich door een meer gymnastische bewegingen, Verder maakte hij vrijwel geen gebruik van attributen, op het balspel en de yogaplank na. Pas vanaf 1963 zal zijn yogastijl de naam Saswitha-yoga krijgen, wanneer hij zijn yogaschool geleidelijk aan omvormt naar een opleidingsinstituut voor yogadocenten.
Naast de hatha yoga, is zijn yogastijl sterk geïnspireerd op een dynamisch raja yogasysteem dat enkele eeuwen geleden is ontworpen in Tibet en dat aangepast was aan het koude klimaat van dat land. Het was daarom een bewuste keuze voor hem om juist dit systeem in Nederland te introduceren en niet een van de meer statische vormen uit de hete gebieden van Azië. Ondanks de dynamiek, is zijn stijl echter niet gehaast, omdat anders aan het doel voorbijgegaan zou zijn van ontspanning en het laten afvloeien van de spanningen uit het lichaam.